# Expédition Scotia
Vous lisez un « bon article » labellisé en 2009.  Il fait partie d'un « bon thème ».
Pour les articles homonymes, voir Scotia (homonymie).

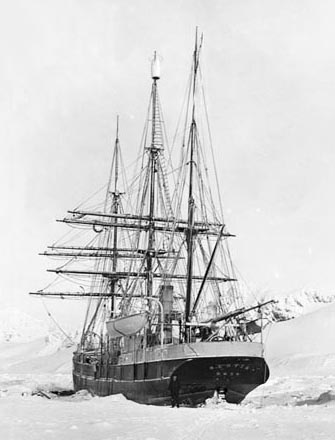
Le navire de l'expédition, le Scotia près de l'île Laurie.

L’expédition Scotia ou expédition nationale antarctique écossaise d'après sa dénomination officielle Scottish National Antarctic Expedition (SNAE), est une expédition écossaise en Antarctique au début du XXe siècle qui tire son nom du navire Scotia chargé de la transporter.
Elle est menée entre 1902 et 1904 par William Speirs Bruce, un naturaliste et ancien étudiant en médecine de l'Université d'Édimbourg. Bruce passe la plus grande partie des années 1890 dans des expéditions polaires. Il est, en 1899, le scientifique polaire le plus expérimenté de Grande-Bretagne. En mars de cette même année, il demande à adhérer à l'expédition de Robert Falcon Scott, qui sera plus tard connue sous le nom d'expédition Discovery. Toutefois, sa proposition d'étendre l'expédition en mer de Weddell en utilisant un second navire est rejetée et vue comme une « rivalité sournoise » par le président de la Royal Geographical Society, Sir Clements Markham. En conséquence, la SNAE s'organise comme une expédition indépendante à financement privé.
Bien que moins prestigieuse que l'expédition de Scott, la SNAE développe un programme complet d'exploration et de travaux scientifiques. Ses réalisations comprennent la création de la station météorologique habitée la plus proche de l'Antarctique et la découverte de nouvelles terres à l'est de la mer de Weddell. Son importante collection de spécimens biologiques et d'échantillons géologiques, ainsi que ceux des voyages antérieurs de Bruce, conduit à la création du Laboratoire océanographique écossais en 1906. L'expédition est décrite comme « de loin l'expédition scientifique au meilleur rapport coût-efficacité et à la meilleure planification de l'âge héroïque de l'exploration en Antarctique », bien que l'accueil à son retour en juillet 1904 soit faible, et cela contrairement à la réception réservée deux mois plus tard au retour du RRS Discovery de Scott.
Bruce ne reçoit aucun honneur ou reconnaissance du gouvernement britannique et les membres de l'expédition se voient refuser la prestigieuse Médaille polaire, malgré un lobbying vigoureux. Après la SNAE, Bruce ne conduit plus jamais d'expéditions antarctiques mais fait des voyages réguliers en Arctique. L'accent mis sur l'exploration scientifique sérieuse n'est plus en vogue et ses réalisations, contrairement à celles des grands aventuriers polaires comme Scott, Amundsen ou Shackleton, limitent l'intérêt du public pour lui. Un mémorial permanent de l'expédition est situé à la base antarctique Orcadas, laquelle est créée initialement sous le nom de Omond House lors de l'expédition.

## Contexte

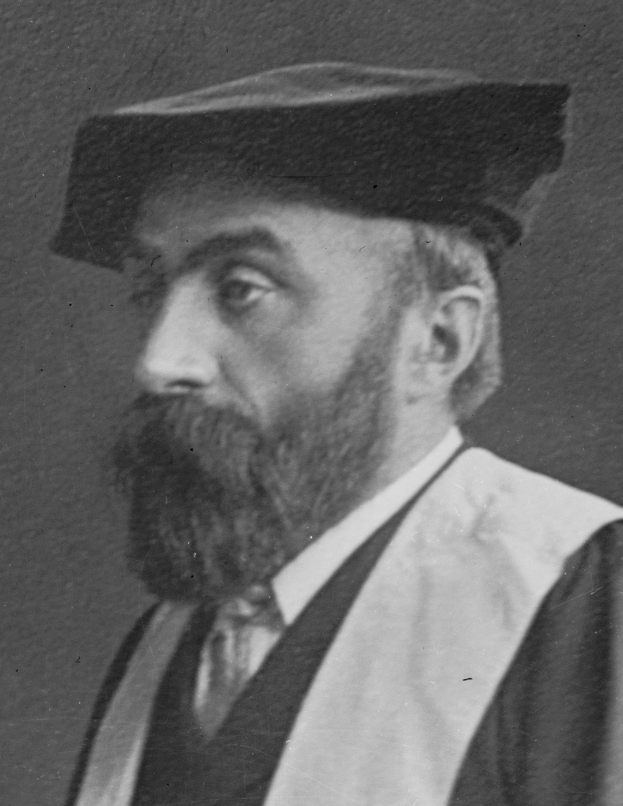
William Speirs Bruce, 1903

Au cours de ses années d'études, Bruce se construit une bonne connaissance des sciences naturelles et de l'océanographie, étudiant notamment avec Patrick Geddes et John Arthur Thomson. Il travaille également bénévolement pour l'océanographe John Murray en aidant à classer les spécimens recueillis au cours de l'expédition du Challenger. En 1892, Bruce abandonne ses études de médecine et entreprend un voyage vers l'Antarctique à bord du baleinier Balaena dans le cadre de la Dundee Whaling Expedition (1892-1893) dont le but est étroitement lié à la chasse à la baleine.
À son retour, il commence à organiser sa propre expédition en Géorgie du Sud, affirmant « le goût que j'ai eu, m'a rendu vorace », mais il ne parvient pas à obtenir un financement. Il travaille ensuite dans une station météorologique au sommet du Ben Nevis, avant de se joindre comme assistant scientifique pour l'expédition Jackson-Harmsworth dans l'archipel François-Joseph. Entre 1897 et 1899, il voyage de nombreuses fois dans les régions arctiques, comme le Svalbard et la Nouvelle-Zemble, d'abord via un voyage organisé par Andrew Coats, puis plus tard en tant que scientifique sur le Princesse Alice, le navire du Prince Albert Ier de Monaco, un océanographe de renom, devenu un ami et un partisan de Bruce.
Après son retour de l'Arctique en 1899, Bruce envoie une longue lettre à la Royal Geographical Society de Londres pour demander un poste scientifique sur l'expédition Discovery. Son expérience du milieu polaire fait de lui l'une des personnes les plus qualifiées, mais sa lettre, qui expose en détail l'ensemble de ses qualifications, n'est pas réellement prise en compte avant une année. Pendant ce temps, Bruce imagine et propose la participation d'un second navire pour l'expédition, financée séparément à partir de fonds écossais, afin de travailler dans le secteur de la mer de Weddell alors que le principal navire a pour projet de travailler dans le secteur de la mer de Ross. Cette proposition est vue par le président de la Royal Geographical Society Clements Markham comme une tentative « [de] rivalité » et, après quelques échanges épistolaires, Bruce décide de concrétiser son idée de façon indépendante. Ainsi est née la proposition d'une expédition écossaise distincte en Antarctique. Bruce est soutenu par la riche famille Coats, qui est prête à apporter son appui financier à une expédition écossaise sous la direction de Bruce. Néanmoins, cela a provoqué l'inimitié durable de Markham.

## Préparation

### LeScotia

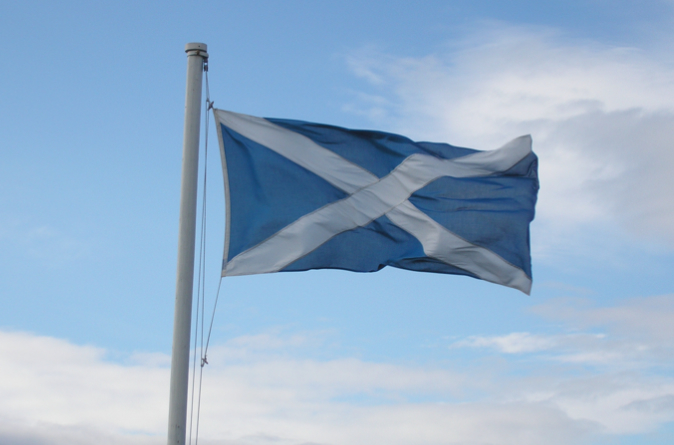
Le drapeau de l'Écosse avec sa croix de saint André était l'emblème de l'expédition.

À l'automne 1901, Bruce achète un baleinier norvégien, le Hekla pour 2 620 £ — soit 200 000 £ en équivalent de 2008. Au cours des mois suivants, le navire est entièrement adapté pour devenir un bâtiment de recherche océanographique pour l'Antarctique, avec deux laboratoires, une chambre noire et des équipements spécialisés. Deux importants cylindres mobiles, transportant chacun 11 000 m de câbles sont installés sur le pont pour permettre des collectes de spécimens en profondeur avec un chalut. D'autres équipements sont mis en place, pour réaliser des sondages en haute mer, pour la conservation des spécimens récoltés et pour des observations météorologiques et concernant le magnétisme.
La coque est particulièrement renforcée pour résister aux pressions du pack, et le gréement du navire est modifié pour faire de ce bâtiment un trois-mâts barque à moteur auxiliaire. Cette adaptation augmente le coût du navire de 16 700 £, soit 1,3 million de £ en équivalent de 2008. Cet investissement est financé par la famille Coats, qui fait don au total de 30 000 £ en plus des 36 000 £ pour les coûts de fonctionnement de l'expédition. Devenu Scotia, le navire est prêt pour ses essais en mer en août 1902.

### Personnel
Le personnel scientifique de l'expédition est composé de six personnes, dont William Speirs Bruce. Le zoologiste est David Wilton, qui, comme Bruce, a été membre de l'expédition Jackson-Harmsworth. Il a acquis de bonnes compétences en maniement de traîneau et en ski, car il a passé plusieurs années de vie dans le nord de la Russie. Robert Neal Rudmose-Brown de l'Université de Dundee et ancien assistant dans le département de botanique du British Museum remplit le rôle de botaniste. James Harvie Pirie, qui avait travaillé dans l'expédition du Challenger sous John Murray, est le géologue, bactériologiste et médecin de l'expédition. Robert Mossman dirige les études météorologiques et magnétiques et Alastair Ross, un étudiant en médecine, est taxidermiste.
Bruce nomme Thomas Robertson en tant que capitaine du Scotia. Robertson a une expérience de navigation polaire, puisqu'il avait pris le commandement de l’Active lors de la Dundee Whaling Expedition. Le reste des vingt-cinq hommes et officiers, signant pour un engagement de trois ans, sont tous écossais et beaucoup d'entre eux participent à des campagnes de chasse à la baleine.

### Objectifs
Les objectifs de l'expédition sont publiés dans le Scottish Geographical Magazine et dans le Geographical Journal de la Royal Geographical Society en octobre 1902. Il s'agit notamment de la mise en place d'une base pour passer l'hiver « au plus près du pôle Sud que possible », de recherches diverses et en eau profonde dans l'océan Austral et de faire des observations systématiques et des travaux sur la météorologie, la géologie, la biologie, de la topographie et la physique terrestre.
Le caractère essentiellement écossais de l'expédition est exprimé dans The Scotsman peu de temps avant le départ : « Le chef et tous les scientifiques et marins de l'expédition sont Écossais ; les fonds ont été collectés pour la plupart de ce côté-ci de la frontière ; c'est un produit de l'effort volontaire, et contrairement à l'expédition qui sera faite simultanément dans l'Antarctique, elle ne doit rien à l'aide de l'État ».

## L'expédition

### Premier voyage (1902–1903)

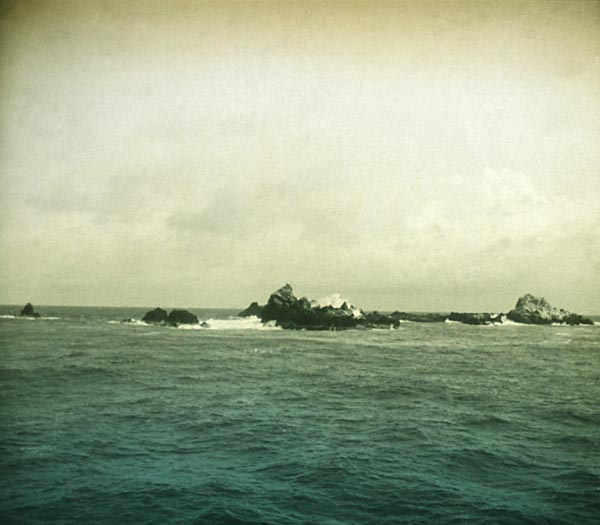
Photographie des Rochers de Saint-Pierre et Saint-Paul près du Brésil prise lors du voyage vers le Sud.

Le Scotia quitte Troon, en Écosse, le 2 novembre 1902. Sur son chemin vers le sud, l'expédition fait escale au port irlandais de Dún Laoghaire, à Funchal dans l'archipel de Madère, puis dans les îles du Cap-Vert avant qu'une tentative ne soit faite pour débarquer sur le minuscule et isolé archipel équatorial connu sous le nom de rochers de Saint-Paul, sans succès. Cette tentative manque de tourner au drame quand James Harvie Pirie, le géologue et médecin de l'expédition, échappe de justesse aux requins infestant les eaux où il tombe par accident après avoir méjugé son saut à terre,. Le Scotia atteint Port Stanley, dans les îles Malouines, le 6 janvier 1903, où l'expédition se réapprovisionne en vue du voyage pour l'Antarctique.
Le 26 janvier, le Scotia met les voiles pour l'océan Austral. Il rencontre le pack dès le 3 février, à 40 km au nord des îles Orcades du Sud, ce qui oblige le navire à manœuvrer. Le lendemain, le Scotia est en mesure de se déplacer à nouveau vers le sud et accoste sur l'île Saddle, dans les îles Orcades du Sud, où un grand nombre de spécimens botaniques et géologiques sont collectés. Les glaces empêchent tout progrès jusqu'au 10 février, après quoi le Scotia est en mesure de continuer vers le sud, naviguant à sept nœuds. Le 17 février, le Scotia se situe à la position 64°18′S, et cinq jours plus tard au 70°S, au plus profond de la mer de Weddell. Peu de temps après, la glace se montre de nouveau menaçante pour le navire, obligeant Robertson à virer en direction le nord, après avoir atteint 70°25′S.
N'ayant pas réussi à toucher la terre, l'expédition doit décider où hiverner. La question est d'une certaine urgence, car la mer est sur le point d'être gelée, avec pour risque que le navire soit pris au piège. Bruce décide de retourner aux îles Orcades du Sud et de trouver là un mouillage. Contrairement à son objectif de passer l'hiver le plus au sud possible — les îles Orcades du Sud se situent à plus de 3 200 km du Pôle Sud —, il y trouve d'autres avantages. À cette latitude, la relativement courte période au cours de laquelle le navire est gelé permet d'avoir plus de temps pour les opérations de chalutage et de dragage au début du printemps. Les îles sont aussi bien situées en tant que site pour une station météorologique, leur relative proximité avec le continent sud-américain ouvrant la perspective d'établir une station permanente.

Localisation de la base Orcadas (Omond House) sur l'île Laurie dans les îles Orcades du Sud.

Il faut un mois de dure navigation à voile avant que le Scotia n'atteigne les îles. Après plusieurs tentatives manquées pour trouver un bon mouillage, et avec son gouvernail gravement endommagé par les glaces, le navire trouve finalement une baie abritée sur la rive sud de l'île Laurie, l'île la plus à l'est de l'archipel. Le 25 mars, le navire s'ancre sans dommage, s'enfonçant dans la glace à un quart de mile de la côte. Le bateau est ensuite rapidement converti en quartiers d'hiver, les moteurs étant stoppés, les chaudières vidées, et un auvent de toile entourant le pont. Bruce met alors en place un programme de travail complet, associant études de météorologie, pêche au chalut, des excursions botaniques et la collecte de spécimens biologiques et d'échantillons géologiques. La tâche principale au cours de cette période est la construction d'un bâtiment en pierre, baptisé Omond House, en hommage à Robert Omond, directeur de l'Observatoire d'Édimbourg et partisan de l'expédition. Ce dernier a pour but de servir de logements pour les individus qui souhaitent demeurer sur l'île Laurie pour faire fonctionner le laboratoire de météorologie. Le bâtiment est construit à partir de matériaux locaux en utilisant la méthode de la « pierre sèche », avec un toit improvisé à partir de bois et de bâche. L'ensemble complet faisait 6 m sur 6, avec deux fenêtres et des quartiers pour six personnes. Rudmose-Brown écrit à propos de la construction : « Considérant que nous n'avions pas le mortier et les outils de maçons, c'est une merveilleusement belle maison et très durable. Je pense qu'elle durera un siècle debout […] ».
En général, l'équipe conserve une excellente santé, à l'exception de l'ingénieur du navire, Allan Ramsay, qui tombe malade, victime d'une affection cardiaque aux îles Malouines durant le voyage aller. Il choisit de rester avec l'expédition, mais son état empire à mesure que l'hiver s'installe. Il meurt le 6 août et est enterré sur l'île.
Alors que le printemps arrive, le niveau d'activité s'accroît, et de nombreux voyages en chiens de traîneau sont organisés, dont certains sur les îles voisines. Une cabane en bois est construite pour les observations magnétiques, ainsi qu'un monument haut de neuf pieds, au sommet duquel les drapeaux du Royaume-Uni et de l'Écosse sont déployés. Le Scotia est à nouveau en état de naviguer, mais reste bloqué par les glaces tout au long des mois de septembre et octobre. Ce n'est que le 23 novembre que des vents forts éclatent dans la baie de glace, lui permettant de flotter librement. Quatre jours plus tard, le navire part à destination de Port Stanley, dans les îles Malouines, laissant sous les ordres de Robert Mossman une équipe de six hommes à Omond House.

### Buenos Aires (1903–1904)

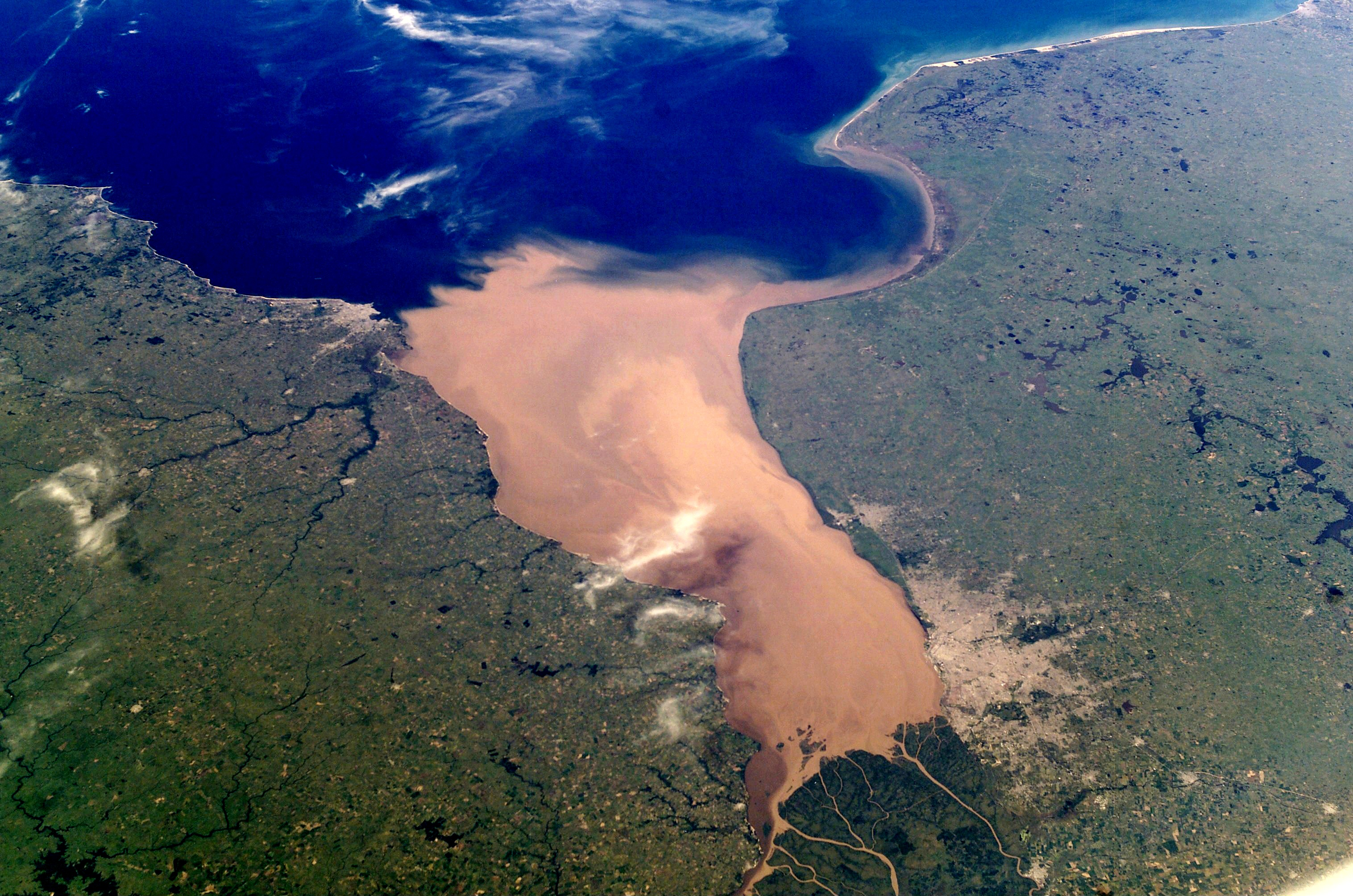
L'estuaire du Río de la Plata où le navire s'échoue.

Le 2 décembre, l'expédition atteint Port Stanley, où elle reçoit les premières actualités venant du monde extérieur. Après une semaine de repos, le Scotia reprend sa route en direction de Buenos Aires, où il fait halte pour l'entretien et l'approvisionnement du navire, en prévision d'une autre saison de travail. Bruce a de nouveau à faire en ville, car il a l'intention de persuader le gouvernement argentin d'assumer la responsabilité de la station météorologique de l'île Laurie après le départ de l'expédition. Lors du voyage pour Buenos Aires, le Scotia s'échoue dans l'estuaire du Río de la Plata et est bloqué durant plusieurs jours avant de flotter librement et d'être assisté dans le port par un remorqueur, le 24 décembre. Pendant les quatre semaines qui suivent, alors que le navire est en cale sèche, Bruce négocie avec le gouvernement argentin à propos de l'avenir de la station météorologique. Il est assisté du ministre britannique résident, du consul britannique et de W.G. Davis, alors directeur de l'Office météorologique argentin. Contacté par télégraphe, le Foreign Office britannique ne marque aucune objection à ce projet. Le 20 janvier 1904, Bruce confirme un accord en vertu duquel des scientifiques adjoints du gouvernement argentin retourneront sur l'île Laurie pour travailler durant un an, sous les ordres de Robert Mossman, comme la première étape d'un accord annuel. Il a ensuite officiellement remis les clefs de l’Omond House, son mobilier, ses provisions et tous les instruments magnétiques et météorologiques, au gouvernement argentin. La station, rebaptisée « base Orcadas », est restée opérationnelle depuis, après avoir été reconstruite et élargie à plusieurs reprises.
Plusieurs membres de l'équipage d'origine partent au cours de l'escale de Buenos Aires, certains étant malades et un, évincé pour sa mauvaise conduite. Leurs remplaçants sont recrutés localement. Le Scotia repart pour l'île Laurie le 21 janvier et y arrive le 14 février. Une semaine plus tard, ayant laissé l'équipe météorologique, le Scotia met les voiles pour son second voyage en direction de la mer de Weddell.

### Second voyage (1904)

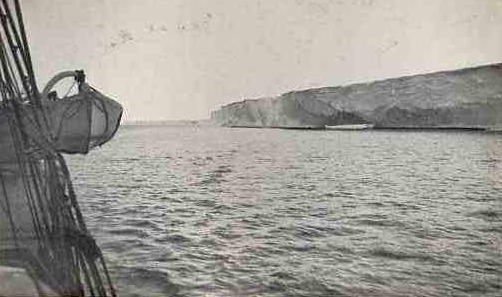
La côte de la Terre de Coats découverte par la SNAE en mars 1904, photographiée ici en 1915 par l'expédition Endurance.

Le Scotia se dirige au sud-est, en direction des eaux orientales de la mer de Weddell par un temps calme. L'expédition ne rencontre aucun pack avant qu'elle ne soit au sud du cercle Antarctique et est en mesure de poursuivre en douceur jusqu'à ce que, le 3 mars, un lourd pack stoppe le navire à72° 18′ S, 17° 59′ O. Un relevé est fait, révélant 1 131 brasses de profondeur (2 068 m), bien différent des 2 500 brasses qui sont généralement mesurées auparavant. Cela suggère qu'ils approchent de la terre. Quelques heures plus tard, le navire atteint une barrière de glace, ce qui empêche tout progrès vers le sud-est. Au cours des jours suivants, ils suivent le bord de cette barrière vers le sud sur environ 241 km. Un nouveau relevé à l'approche de la barrière est fait, donnant seulement 159 brasses (291 m) et indiquant fortement la présence de terre derrière la barrière. Les contours de cette terre deviennent rapidement plus visibles et Bruce la nomme Terre de Coats, en hommage à James Coats Jr. et à Andrew Coats. Cette terre est donc le premier indicateur de la limite orientale de la mer de Weddell, ce qui insinue que celle-ci pourrait être considérablement plus petite que ce qui avait été précédemment supposé. Un projet d'inspection de la Terre de Coats par une équipe utilisant des luges est abandonné par Bruce en raison de l'état de la mer de glace.

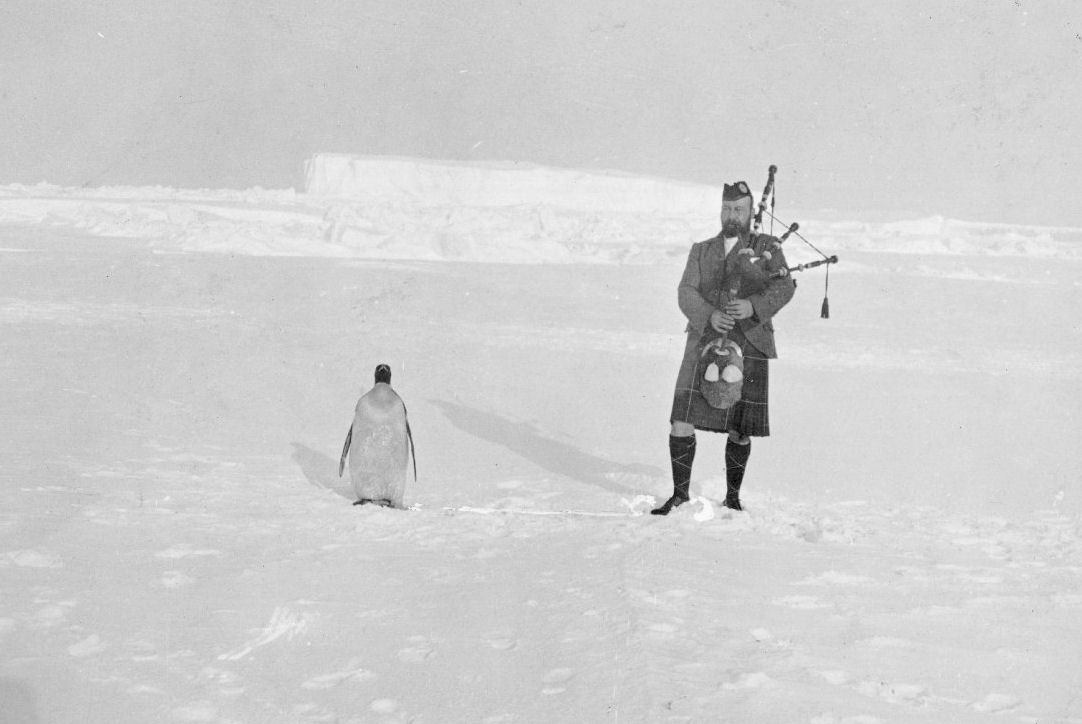
Gilbert Kerr jouant de la cornemuse près d'un manchot.

Le 9 mars 1904, le Scotia atteint sa latitude la plus au sud à 74°01′S. À ce moment, le navire est retenu dans la banquise et la perspective d'y être pris au piège pour l'hiver surgit. C'est au cours de cette période d'inactivité que le joueur de cornemuse Gilbert Kerr est photographié donnant une sérénade à un manchot, image atypique notoire. Toutefois, le 13 mars, le navire parvient à se libérer et commence lentement à se déplacer au nord-est avec sa propulsion à vapeur. Tout au long de cette partie du voyage, un programme régulier de sondages des profondeurs, de pêche au chalut et des échantillons des fonds marins fournit un dossier complet de l'océanographie et de la vie marine de la mer de Weddell.
Le Scotia prend la direction du Cap en Afrique du Sud, selon un itinéraire qui le mène à l'île Gough, une île volcanique isolée au milieu de l'Atlantique qui n'a jusqu'alors jamais été visitée par une équipe scientifique. Le 21 avril, Bruce et cinq autres membres de l'équipage passent une journée à terre, afin d'y collecter des spécimens. Le navire poursuit ensuite sa route pour Le Cap, arrivant ainsi le 6 mai. Après avoir effectué d'autres travaux de recherche dans la région de la baie de Saldanha, le Scotia navigue ensuite en direction de l'Écosse, le 24 mai. L'île Sainte-Hélène et l'île de l'Ascension constituent les dernières escales.

## Retour et bilan
L'expédition est accueillie chaleureusement à son retour au Firth of Clyde, le 21 juillet 1904. Une réception de 400 personnes a lieu à la Marine Biological Station de Millport, au cours de laquelle John Murray lit un télégramme de félicitations du roi Édouard VII du Royaume-Uni. Bruce reçoit la médaille d'or de la Royal Scottish Geographical Society et le capitaine Robertson la médaille d'argent.

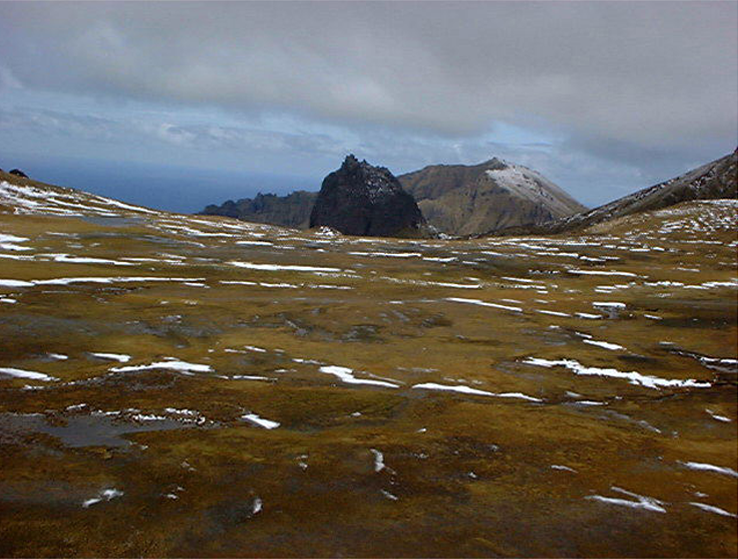
L'île Gough visitée par l'expédition à son retour en 1904.

Une réalisation notable de l'expédition est le catalogage de plus de 1 100 espèces de la faune trouvée, dont 212 d'entre elles auparavant inconnues de la science. Toutefois, il n'y a pas de reconnaissance officielle de Londres : sous l'influence de Clements Markham, le travail de la SNAE a tendance à être ignoré ou dénigré. Ses membres ne reçoivent pas la prestigieuse médaille polaire, qui est accordée à des membres de l'expédition Discovery lors de son retour au pays deux mois après l'expédition Scotia. Cette médaille est également attribuée après chacune des expéditions de Ernest Shackleton (Nimrod et Endurance) et après l'expédition de l'australien Douglas Mawson (Antarctique australasienne). Bruce passe plusieurs des années à combattre ce qu'il considère comme « une grave injustice, une atteinte à [son] pays et [son] expédition », mais sans succès,. La retenue manifestée par Londres envers la SNAE est peut-être due au nationalisme écossais ouvertement affiché par Bruce, qui se reflète dans une note préparatoire au voyage du Scotia, où il écrit : « Alors que la Science a été le talisman de l'expédition, l’Écosse a été le blason sur son drapeau et il se peut qu'en essayant de servir l'humanité, en ajoutant un autre lien vers la chaîne d'or de la science, nous ayons également montré que la nationalité écossaise est un pouvoir qui doit être pris en compte ».
Une conséquence importante de l'expédition est la création par Bruce à Édimbourg du Laboratoire océanographique écossais qui est officiellement ouvert par le Prince Albert Ier de Monaco en 1906. Le laboratoire sert à plusieurs fins, notamment comme référentiel de spécimens biologiques, accumulés au cours de l'expédition Scotia, mais aussi lors des voyages précédents de Bruce en Arctique et Antarctique. Ce laboratoire permet également d'avoir une base à partir de laquelle les rapports scientifiques du SNAE peuvent être établi et en tant que quartier général où les explorateurs polaires peuvent se rencontrer. Fridtjof Nansen, Roald Amundsen et Ernest Shackleton visitent tous le laboratoire, où d'autres entreprises écossaises polaires pouvaient être planifiées et organisées. Bien qu'il ait continué à se rendre en Arctique à des fins scientifiques et commerciales, Bruce ne mène jamais une autre expédition en Antarctique et ses plans pour une traversée transcontinentale sont étouffés par le manque de financement, avant d'être en partie repris par l'expédition Endurance de Shackleton. Les rapports scientifiques de la SNAE nécessitent de nombreuses années pour être menés à bien, la plupart étant publiés entre 1907 et 1920, mais un volume est retardé jusqu'en 1992. Une proposition visant à convertir le laboratoire en institut permanent ne se concrétise pas en raison des difficultés de financement et Bruce est contraint de le fermer en 1919. Il meurt deux ans plus tard, âgé de 54 ans.

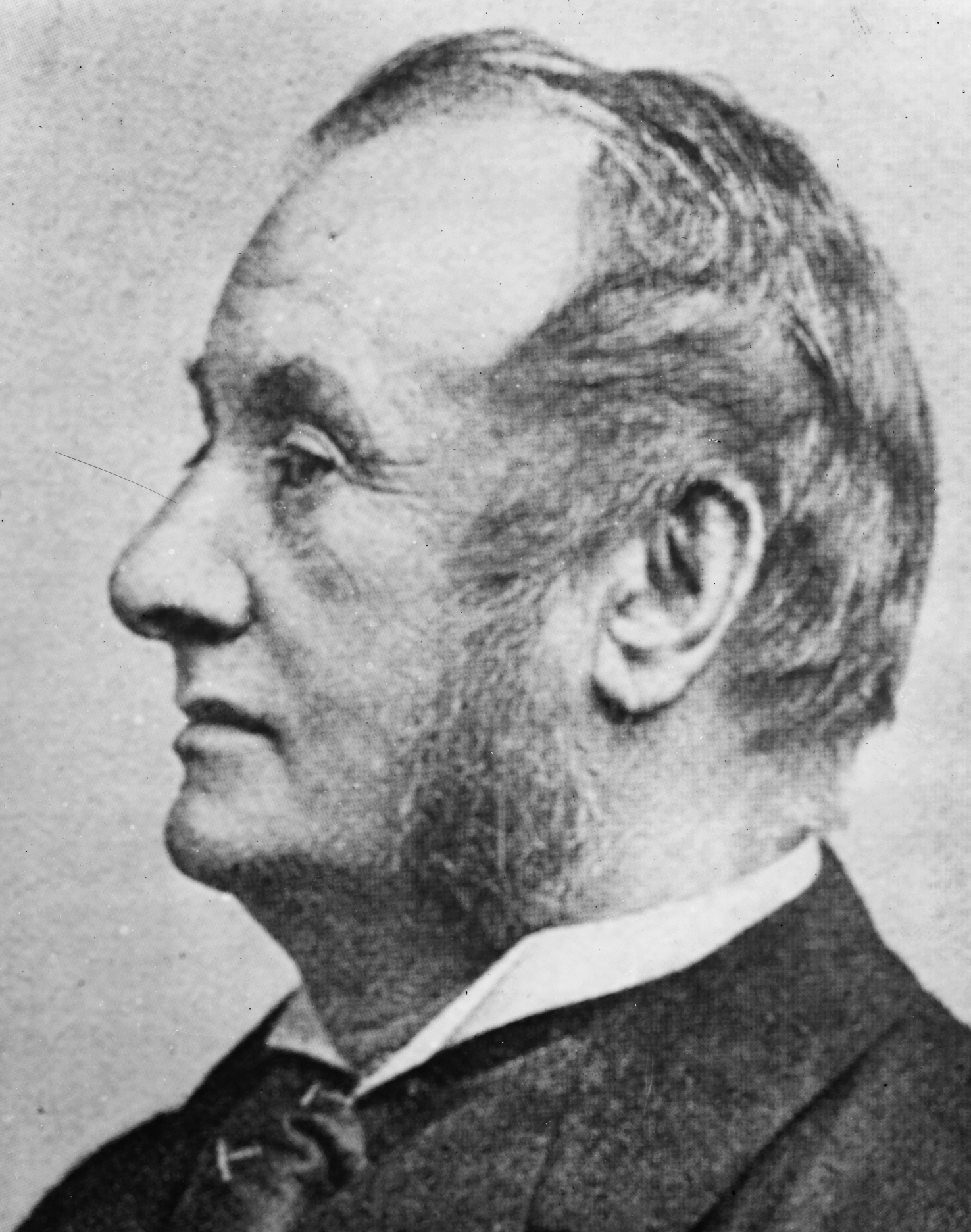
Clements Markham, « ennemi » de Bruce

L'expédition Scotia est à ce jour oubliée, même en Écosse, et elle est restée dans l'ombre de l'histoire polaire au profit des aventures de Scott et Shackleton. Dans les récits historiques, la mention de la SNAE est généralement limitée à une brève ligne ou note de bas de page, ses réalisations ne recevant guère de crédit. Bruce était apparemment peu doué pour les relations publiques, et ne savait pas promouvoir son travail aussi bien que Scott ou Shackleton : un ami de longue date de Bruce l'a décrit comme étant « aussi piquant qu'un chardon écossais ». Il s'est fait de Clements Markham un puissant et durable ennemi, dont l'influence fut déterminante sur l'attitude de Londres envers lui pendant de nombreuses années après leur différend initial. Cependant, selon l'océanographe Tony Rice, il s'agissait d'un programme plus complet que n'importe quelle autre expédition antarctique de l'époque.
Le navire de l'expédition Scotia est réquisitionné pendant la Première Guerre mondiale et sert comme navire cargo. Le 18 janvier 1916, il prend feu sur un banc de sable dans le canal de Bristol. En 2003, 100 ans après Bruce, une expédition utilise des informations recueillies par la SNAE comme base de l'examen des changements climatiques en Géorgie du Sud au cours du siècle passé. Cette expédition affirme que sa contribution au débat international sur le réchauffement climatique de la planète « sera un testament approprié pour le héros polaire oublié de la Grande-Bretagne, William Speirs Bruce ».
La mer de Scotia est nommée en l'honneur de l'expédition.